# ICTA
ICTA AB börsnoterades 1990 (under dåvarande namn Tryckindustri) och bytte namn till Intellecta efter ett förvärv av ett bolag med samma namn, för att 17 oktober 2017 anta namnet ICTA.  
Under 2000-talet gjorde koncernen förvärv av bland annat danska B2B-byrån Bysted, Publicisterna, varumärkesbyrån Rewir och reklambyrån Hilanders. Under 2013 såldes koncernens tryckerier och förvärvades webbyrån ProPeople Group (senare namnändrat till FFW) samt digitalbyrån River Cresco. I september 2019 avyttrades innehavet i River Cresco. I november 2019 avyttrades innehavet i FFW. En strategisk genomlysning av ICTAs framtida verksamhet inleddes. 